# Глумац, Майк
Майкл Глу́мац (англ. Michael Glumac; род. 5 апреля 1980 года в Ниагара-Фолс) — канадский хоккеист, крайний нападающий. Имеет хорватское гражданство.

## Карьера
До того, как стать профессионалом, Глумак играл в хоккей в Университете Майами в Огайо с 1998 по 2002 год. В сезоне 2002-03 он был включен в состав команды новичков ECHL, так как участник Pee Dee Pride Майк Глумак также выиграл премию Reebok Hockey Plus Performer.
Не был задрафтован ни одним клубом НХЛ. Свой первый профессиональный контракт подписал 29 июня 2004 года с командой «Сент-Луис Блюз». Проведя некоторые время в клубах АХЛ «Пеория Ривермен» и «Вустер Айскэтс», дебютировал в НХЛ 3 января 2006 года в матче против «Калгари Флэймз».
Всего за три сезона в НХЛ (2005/06, 2006/07, 2007/08) в составе «Сент-Луис Блюз» провёл 40 матчей и набрал 13 очков (7 очков и 6 очков).
Перед сезоном 2010/11 подписал контракт с немецким клубом «Адлер Мангейм», в котором отыграл три сезона.